# تينا كونلي
تينا كونلي هي منافسة ألعاب القوى كندية، ولدت في 16 أغسطس 1970.

## وصلات خارجية
- تينا كونلي على موقع الاتحاد الدولي لألعاب القوى (الإنجليزية)
- تينا كونلي على موقع الاتحاد الكندي لألعاب القوى (الإنجليزية)
- تينا كونلي على موقع اللجنة الأولمبية الدولية (الإنجليزية)
- تينا كونلي على موقع أوليمبيديا (الإنجليزية)
- تينا كونلي على موقع اللجنة الأولمبية الكندية (الإنجليزية)